# The Best of Gosia Andrzejewicz
The Best of Gosia Andrzejewicz – album kompilacyjny Gosi Andrzejewicz wydany w 2007 roku.

## O albumie
Album jest kompilacją podsumowującą dorobek Gosi Andrzejewicz z lat 2004–2007. Oprócz największych przebojów piosenkarki, takich jak "Pozwól żyć", "Słowa" czy "Trochę ciepła", na krążku znalazły się utwory nigdy nie lansowane przez stacje radiowe, wersje instrumentalne, remiksy oraz jedno nowe nagranie. Album ukazał się także w wersji z dołączoną płytą DVD, zawierającą wszystkie teledyski Gosi oraz reportaż filmowy. Płyta dotarła do 25. miejsca listy sprzedaży OLiS, utrzymując się na niej przez 7 tygodni.

## Lista utworów
| 1. "Miłość" — 3:36 2. "Pozwól żyć" — 3:25 3. "Słowa" — 3:20 4. "Trochę ciepła" — 3:44 5. "Lustro" — 3:37 6. "Latino" — 3:03 7. "Siła marzeń" — 3:45 8. "Ty decyduj" — 3:15 9. "Nieśmiały chłopak" — 3:39 10. "Piękno" — 3:25 11. "Tęsknota" — 3:26 12. "Blisko bądź" (feat. Doniu & Liber) — 3:03 13. "Refleksje M." — 3:20 14. "Zło" — 3:16 15. "Miłości nie mów nie" — 3:34 16. "Na chwilę" — 3:44 17. "Zanim powiesz" — 3:50 18. "Trochę ciepła" (St0ne Remix) — 3:39 19. "Latino" (St0ne Remix) — 2:42 20. "Trochę ciepła" (Wersja karaoke) — 3:44 21. "Lustro" (Wersja karaoke) — 3:34 | 1. "Lustro marzeń" - reportaż na wyłączność 2. "Pozwól żyć" 3. "Słowa" 4. "Trochę ciepła" 5. "Lustro" |

## Pozycja na liście sprzedaży
| Kraj   | Lista sprzedaży (2007)    | Najwyższa pozycja |
| ------ | ------------------------- | ----------------- |
| Polska | Oficjalna Lista Sprzedaży | 25                |